# Goidelski jezici
Goidelski jezici, poznati i kao gaelski ili gelski jezici, otočna su grana keltskih jezika. Jezici su to koji su se razvili iz jedinstvenog jezika kojim se govorilo na područjima od jugozapadne Irske, preko otoka Mana do sjeverne Škotske. Jedna su od dvije glavne podskupine otočnih keltskih jezika dok drugu čine britonski jezici s velškim i bretonskim kao najizraženijim predstavnicima.

## Povijest
Goidelska podskupina jezika dijeli se na irski (Gaeilge), škotski gelski (Gàidhlig), manski jezik (Gaelg) i klasični gaelski (Gaoidhealg). Njihova jezična porodica izgleda ovako:
- Goidelski jezik
  - primitivni irski jezik
    - staroirski jezik
      - srednjoirski jezik
        - irski jezik
        - škotski gaelski jezik
        - manski jezik

Najstariji zapisani goidelski jezik je primitivni irski; pronađeni su zapisi na ogamskom pismu datirani do u 4. st. po Kr. Staroirski je pronađen na rubovima latinskih religioznih rukopisa nastalih od 6. do 10. st. Izravni predak današnjih gaeskih jezika koji se govorio od 10. do 16. st. nosi naziv srednjoirski.

### Rani razvoj
Oblik srednjoirskog jezika, poznat pod imenom klasični gaelski, korišten je kao jezik književnosti u Irskoj do 17., a u Škotskoj do 18. stoljeća. Pravopisne razlike između standardnih varijanti irskog i škotskog gaelskog nastale su nakon irske reforme (u Škotskoj je, zbog nedostatka središnjeg tijela koje bi upravljalo razvojem gaelskog jezika, na snazi ostala tradicionalna ortografija). Manski jezik svoju je standardizaciju doživio relativno kasno (1610.) te je tako u svojem pravopisnom sustavu baziran uglavnom na velškim i engleskim pravilima.
Gaelski su jezici poznati i kao "Q-keltski" jer se u njih zadržao prakeltski glas kw (koji je kasnije postao običan [k]) dok se on kod britonskih jezika odrazio kao [p], pa su tako poznati i kao "P-keltski" jezici.
| Proto-Keltski | Galski    | Velški | Bretonski | Irski            | Škotski gaelski | Manski | Hrvatski |
| *kwennos      | pennos    | pen    | penn      | ceann            | ceann           | kione  | "glava"  |
| *kwetwar-     | petuarios | pedwar | pevar     | ceathair         | ceithir         | kiare  | "četiri" |
| *kwenkwe      | pinpetos  | pump   | pemp      | cúig             | còig            | queig  | "pet"    |
| *kweis        | pis       | pwy    | piv       | cé (starije cia) | cò/cia          | quoi   | "tko"    |

### Irski i škotski gaelski
Gaelski je jezik nekada bio ograničen na područje Irske, no između 3. i 6. stoljeća, određene plemenske grupe irskih Kelta (koje su Rimljani nazivali Scoti) počele su iz svoje domovine migrirati u današnju Škotsku. Dokaz da je upada Iraca na britanski otok bilo i prije jest i samo ime njihova jezika koje potječe od starovelškog naziva za gusare tj. pljačkaše (Goídel).
Kad su Irci došli u sjevernu Britaniju, tamo su zatekli, i s vremenom asimilirali, domorodački narod Pikte koji su, vjerojatno, govorili jezikom iz britonske podskupine keltskih jezika.

### Manski jezik
Manski je jezik, nekad uobičajen, a danas skoro izumro jezik, s otoka Mana u Irskom moru. Danas ga kao materinji jezik govori samo 56 osoba, a sveukupno na otoku Manu ga kao prvi i drugi jezik govori 1689 stanovnika, što čini 2,2 % cjelokupnoga stanovništva. Srodan je gaelskim govorima sjeveroistočne Irske i (danas također izumrlom) galvežanskom gaelskom jeziku iz okolice Gallowayja na jugozapadu današnje Škotske s jakim utjecajem staronorveškog zbog učestalih vikinških invazija.

## Ostali keltski jezici
Svi ostali živući keltski jezici pripadaju britonskoj grani keltskih jezika, koji uključuju velški (Cymraeg), bretonski (Brezhoneg) i kornijski (Kernowek). Piktski je bio drevan jezik većine teritorija današnje Škotske, ali njegova točna veza s ostalim keltskim jezicima nije pouzdana. Za izumrle keltske jezike Europskoga kontinenta pogledajte kontinentalni keltski jezici.
Također postoje i dva mješana jezika koji nisu isključivo goidelski jezici, ali imaju snažan utjecaj od njih:
- bungee jezik u Kanadi, mješavina škotskog gaelskog i krijskog (Cree) jezika
- šelta, mješavina irskog i engleskog jezika

## Vanjske poveznice
- Ethnologue (14th)
- Ethnologue (15th)